# فيديريكو مارتينا
فيديريكو مارتينا (2 نوفمبر 1992 - ) (بالإسبانية: Federico Martina)‏ هو لاعب كرة طائرة الأرجنتين.

## وصلات خارجية
- فيديريكو مارتينا على موقع عالم الكرة الطائرة (الإنجليزية)